# Semecarpus lamii
Semecarpus lamii är en sumakväxtart som beskrevs av Slis. Semecarpus lamii ingår i släktet Semecarpus och familjen sumakväxter. Inga underarter finns listade i Catalogue of Life.